# Projet Comenius
Pour les articles homonymes, voir Comenius.

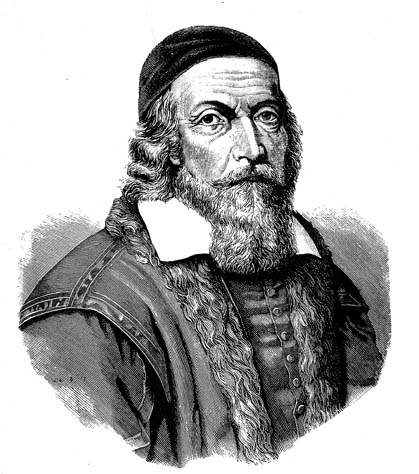
Johan amos comenius

Le projet Comenius est un projet européen patronné par l'Union européenne, partie du programme d'échanges européens Socrates et lancé en 2002. C'est un projet qui s'étend de la maternelle au secondaire. Il s'adresse à tous les acteurs de la vie éducative : enseignants, élèves, parents d'élèves, associations de parents d'élèves, ONG et collectivités territoriales entre autres.

## Buts et visées
Il vise à promouvoir la coopération dans le cadre européen entre les établissements participants, à encourager les relations entre élèves et la mobilité des enseignants, à développer l'ouverture d'esprit et la tolérance, clés d'une Europe solide, mais aussi à l'utilisation et la perfection des différentes langues. Le projet met l'accent sur l’aide aux catégories défavorisées, la lutte contre l’échec scolaire et la prévention de l’exclusion.

## Le choix de Comenius
L'éducation était pour Komensky une nécessité absolue. Il recommandait d'adapter la transmission du savoir à chaque élève. Il était pour une école commune, sans discrimination de sexe ou de condition. Il eut également l'idée de bourses d'études, données aux enfants issus de milieux défavorisés. C'est l'un des pionniers de la pédagogie, notamment différenciée. Voilà pourquoi le projet porte son nom.